# Spinalganglion

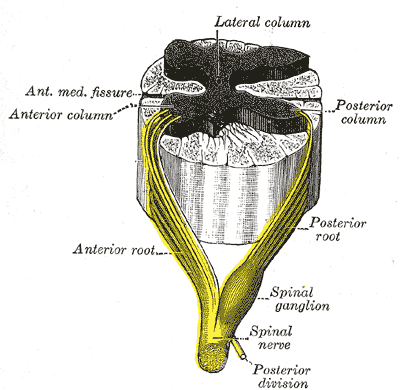
Schema eines Spinalnerven (nur auf einer Seite gezeigt; gelb dargestellt), gebildet aus Vorderwurzel und Hinterwurzel („Posterior root“) mit dem Spinalganglion

Das Spinalganglion (lateinisch Ganglion spinale), auch Intervertebralganglion, Dorsalganglion oder Hinterwurzelganglion genannt, ist ein noch innerhalb des Wirbelkanals gelegener Nervenknoten (Ganglion) von Nervenzellen des Peripheren Nervensystems. Es stellt eine Ansammlung von Perikaryen jener primär-afferenten Neuronen dar, deren zentraler Neurit sensible Signale über die Hinterwurzel in das Rückenmark zu dessen Hintersäule und Hinterstrang gleicher Seite führt. Pro Rückenmarkssegment ist zu beiden Seiten je ein Spinalnerv und ein Spinalganglion ausgebildet, das als spindelförmige Auftreibung an der Hinterwurzel eines Spinalnervs im Zwischenwirbelloch (Foramen intervertebrale) des zugehörigen Segments liegt.

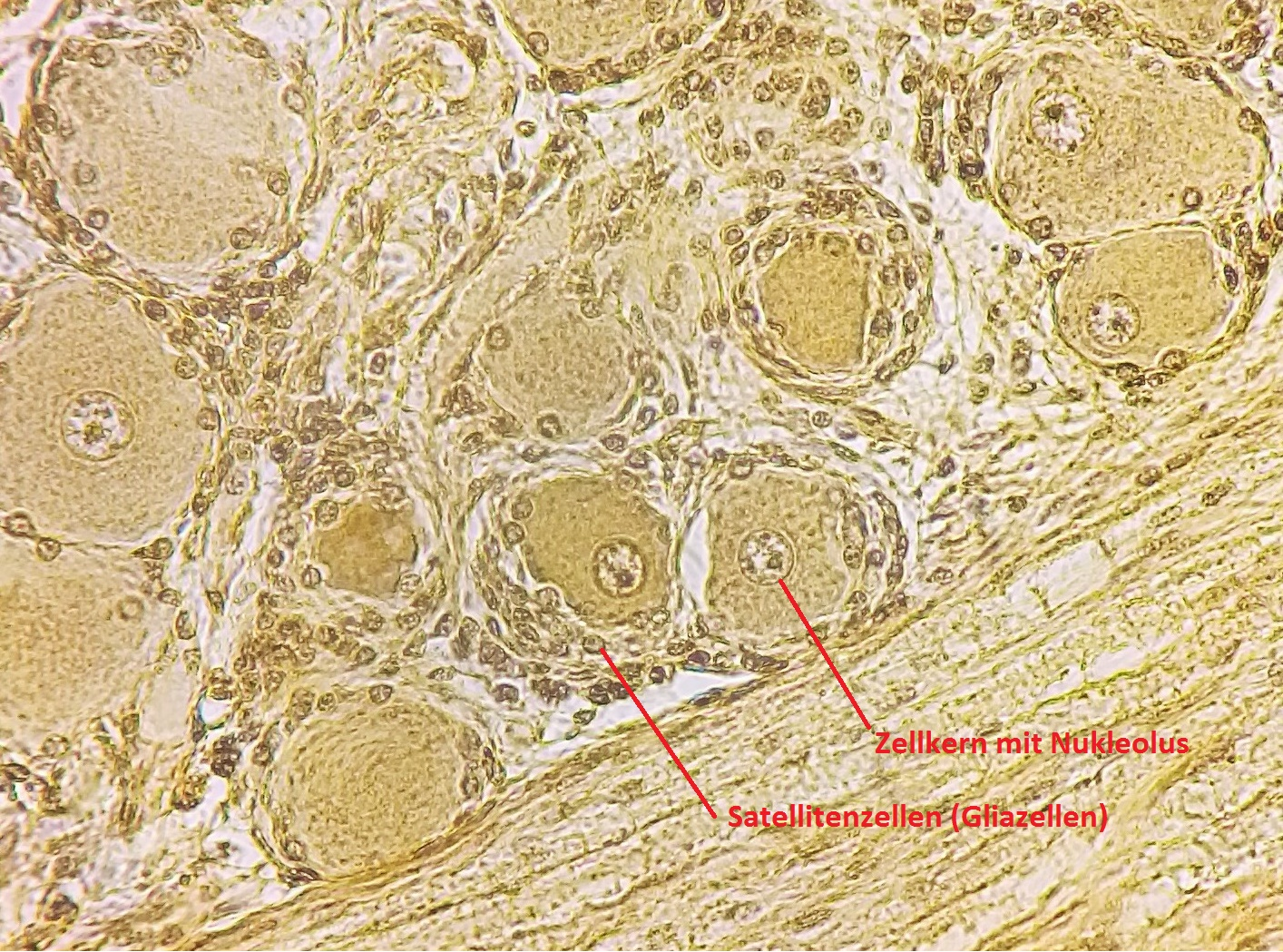
Histologische Aufnahme eines Gewebeschnitts durch ein menschliches Spinalganglion

Ein Spinalganglion enthält insbesondere die Zellkörper von Nervenzellen des peripheren Nervensystems, deren Zellfortsätze Signale zur gleichseitigen Hälfte eines Segments des Rückenmarks leiten. Diese sensiblen Neuronen stellen pseudounipolare Nervenzellen dar und besitzen in sensiblen Nervenfasern verlaufende Neuriten. Die rezeptorischen Endigungen ihrer Dendriten sammeln Information – sowohl der Somatosensibilität von Leibeswand wie auch der Viszerosensibilität von Eingeweiden – aus einem bestimmten (segmentbezogenen) Innervationsgebiet einer Körperhälfte (ausgenommen den Kopfbereich, wo Hirnnerven diese Aufgabe übernehmen). Ihre Axone leiten die Information über die Fasern der gleichseitigen hinteren Nervenwurzel (Radix posterior oder Radix dorsalis) in das Rückenmark. Über die Hinterwurzelfasern der Gegenseite fließen einem Rückenmarkssegment Signale aus der anderen Körperhälfte zu.
In einem Spinalganglion werden die Nervenzellkörper dieser Spinalganglienzellen von speziellen Gliazellen umgeben, den Mantelzellen (Satellitenzellen). Zwischen den Zellen des Nervengewebes verlaufen blutführende Haargefäße, Kapillaren, die – im Unterschied zu denen des zentralen Nervensystems – fenestriert (gefenstert) sind.